# Maurice de Seynes

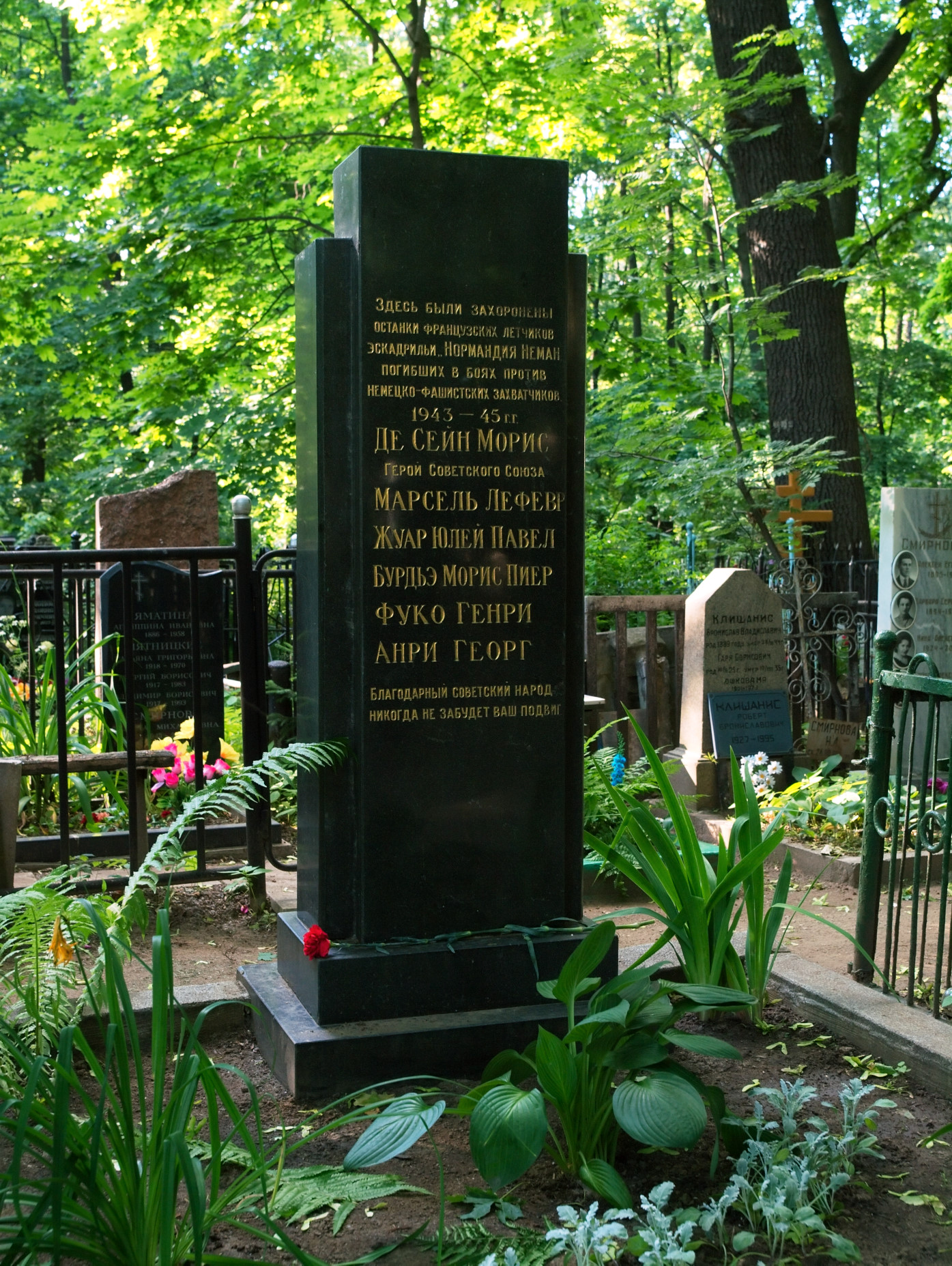
Cénotaphe à la mémoire de six pilotes de l'escadrille Normandie-Niemen : Maurice de Seynes, héros de l'Union soviétique, Lt Marcel Lefevre, Paul-Jules Jouarre, Pierre-Maurice Bourdieu, Henri Foucaud et Georges Henry, réenterrés en France.

Le capitaine Maurice de Seynes, né le 7 août 1914 à Paris et mort dans un accident d'avion survenu le 15 juillet 1944 à Doubrovka, est un aviateur français qui se battit durant la Seconde Guerre mondiale.

## Biographie
Admis à l'École de l'air en 1936, il obtient son brevet de pilote en août 1937. Il part en campagne à Anglure, Dunkerque et Maubeuge.
En 1942, il rejoint les Forces aériennes françaises libres et il est affecté au Régiment de chasse « Normandie » le 1er janvier 1944, il prend part aux victoires de Vitebsk, Orcha, Borissov et Minsk.
Le 15 juillet 1944, victime d'une fuite d'essence dans la cabine peu après un décollage, aveuglé puis intoxiqué par les vapeurs d'essence et un début d'incendie, il cherche en vain à atterrir. Il reçoit l'ordre de sauter en parachute, mais il refuse par solidarité avec son mécanicien Vladimir Belozub (Владимир Белозуб) qui voyage avec lui et qui ne dispose pas d'un parachute. Il s'écrase finalement au sol lors de sa dernière tentative d'atterrissage. Leur mort fut immédiatement connue dans toute la Russie. Il fut question de les enterrer dans des tombes séparées, mais, sur ordre personnel de Staline, ils furent enterrés dans une tombe commune. Le texte de l'ordre personnel de Staline et signé de sa main est le suivant "Ils se sont battus ensemble, ils reposeront ensemble dans leur tombeau".[réf. nécessaire]

## Distinctions
- Chevalier de la Légion d'honneur
- Croix de guerre 1939–1945, palme de bronze (une citation à l'ordre de l'armée aérienne)
- Ordre de la Guerre patriotique (URSS)

## Hommages
- L'école de Dammarie-les-Lys et la base aérienne 115 d'Orange portent le nom de « Capitaine Maurice de Seynes », ainsi que la promotion 1949 de l'École de l'air.
- Un groupe sculpté représentant Maurice de Seynes et le technicien soviétique se trouve au centre d'un monument commémoratif inauguré le 8 août 2015 à Ivanovo[2]. Une plaque bilingue, placée à droite de la statue, rappelle ce fait héroïque.
- Il vécut au n°2 rue Decamps (16e arrondissement de Paris). Une plaque lui rend hommage.

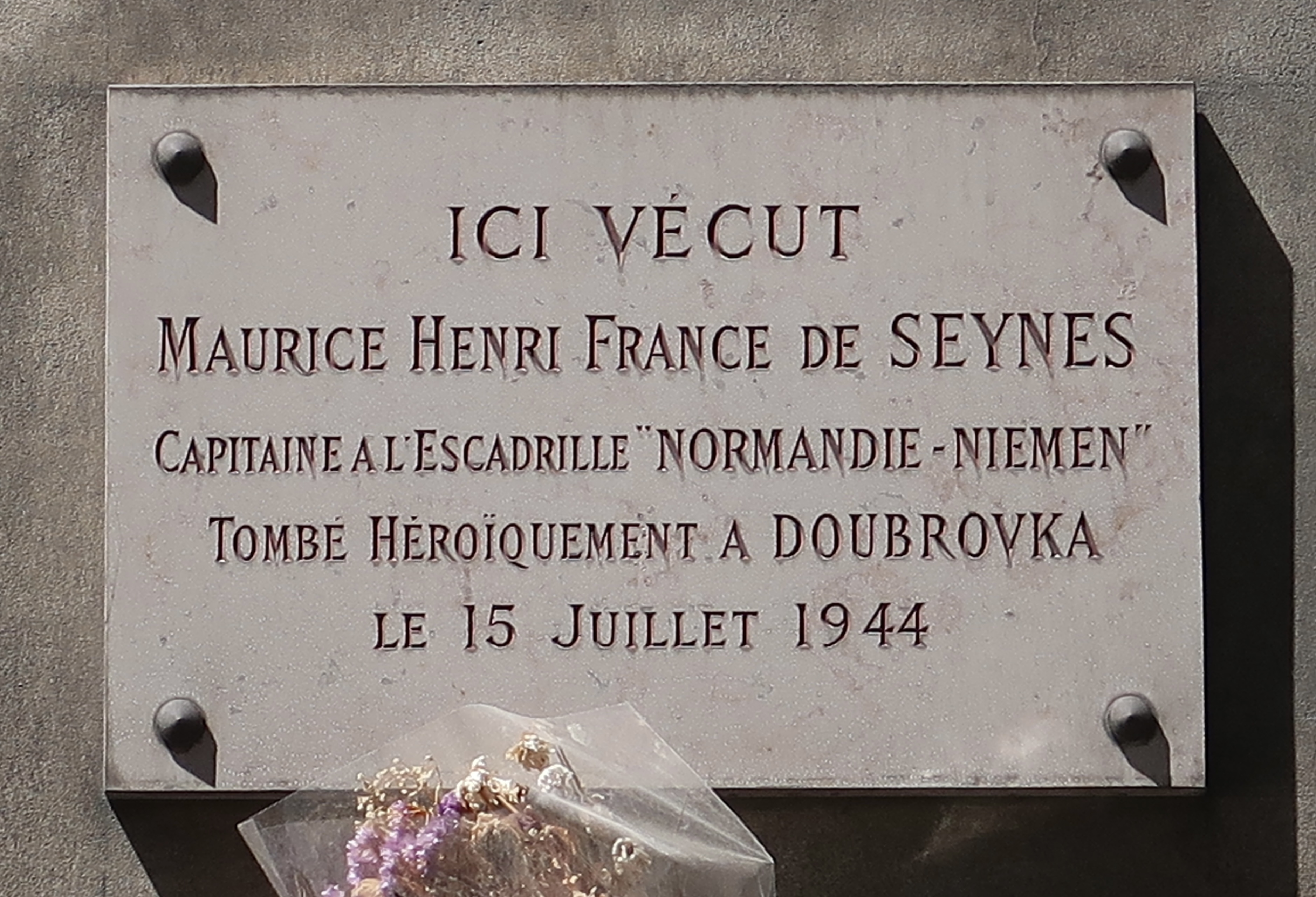
Plaque au n°2 rue Decamps (Paris).
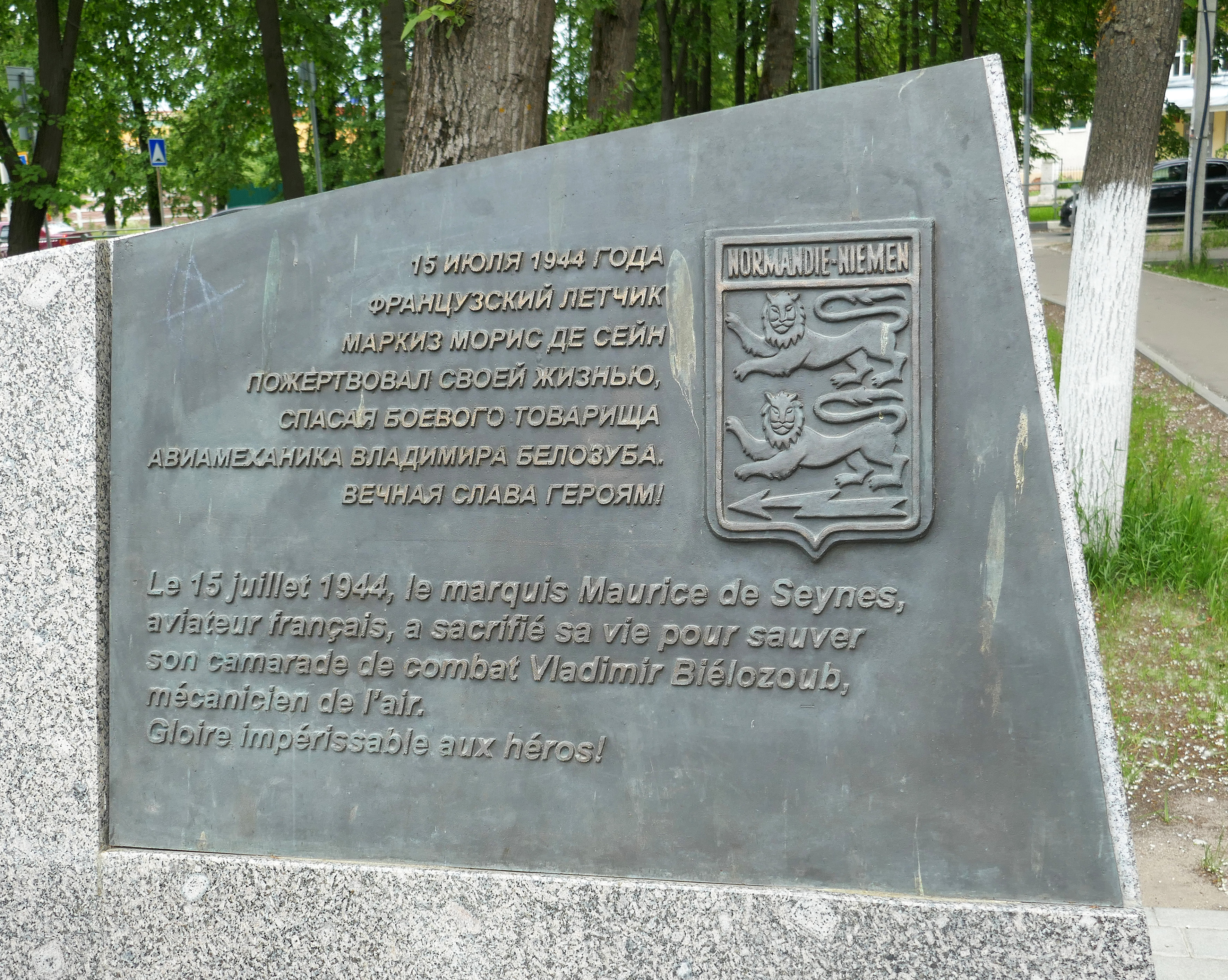
Plaque commémorative à Ivanovo (Russie).